# Angelus (film)

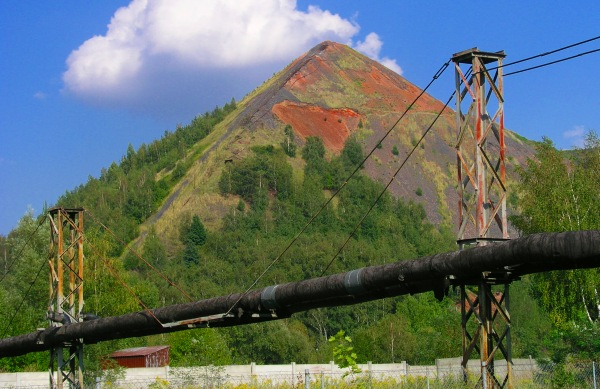
Hałda w Rydułtowach – miejsce akcji finałowej sceny filmu.

Angelus – polska komedia z 2001 roku w reżyserii Lecha Majewskiego. Dialogi w filmie prowadzone są prawie w całości po śląsku.

## Obsada
- Jan Siodlaczek – Teofil
- Jacenty Jędrusik – Helmut
- Grzegorz Stasiak – Ewald
- Andrzej Mastalerz – Oswald
- Andrzej Skupiński – Eryk
- Adam Baumann – towarzysz z Komitetu Wojewódzkiego PZPR
- Elżbieta Okupska – Jadzia
- Dominik Szewczyk – Lektor
- Jan Bógdoł – Stalin
- Paweł Wisiorek – Dziecko
- Joanna Litwin – anioł
- Barbara Białowąs – anioł

## Fabuła
Fabuła filmu w luźny sposób nawiązuje do historii Grupy Janowskiej, działającej na Śląsku.
Mistrz przekazuje proroctwo swoim uczniom, członkom gminy okultystycznej. Według niego po trzech znakach (wielka wojna, czerwona zaraza i wielki grzyb) danych ludzkości, w Ziemię uderzy śmiercionośny promień z Saturna. Wybucha II wojna światowa, następnie władzę w Polsce przejmują komuniści, wreszcie członkowie gminy dowiadują się o katastrofie, którą ma wywołać uderzenie promienia z Saturna. Lokalizują nawet miejsce uderzenia – Komitet PZPR. Namaszczony na następcę Mistrza Teofil wierzy, że świat może uratować ofiara niewinnego młodzieńca.

## Produkcja
Film kręcono w Hucie Kościuszko (Chorzów), Murckach, Nikiszowcu, Rydułtowach i na stacji kolejowej w Bytomiu Bobrku. Okres zdjęciowy trwał od 23 sierpnia do 19 września 2000 roku.

## Głosy krytyków
Koncepcja Angelusa opiera się na iskrzeniu przeciwieństw, napięcia wysokiego i niskiego, zderzeniu tonacji. Pracujący pod ziemią górnicy zajmują się alchemią i spoglądają ku niebieskim sferom. Wysublimowane, ezoteryczne treści ze świętych ksiąg mistrz Teofil wypowiada gwarą.